# Riverside (Oregon, Clackamas megye)
Riverside az Amerikai Egyesült Államok Oregon államának Clackamas megyéjében elhelyezkedő kísértetváros.